# اسلوبلو
اسلُوبلُو (انگلیسی: Slowblow) گروه موسیقی فولک و الکترونیک دونفرهٔ ایسلندی متشکل از داگور کری و اوری یونسون است که اوایل دههٔ ۱۹۹۰ شکل گرفت. از آثار قابل توجه گروه می‌توان به ساخت موسیقی فیلم مستقل نوی زال اشاره کرد.